# Petit Jésus (film)
Pour plus de détails, voir Fiche technique et Distribution.
Petit Jésus est une comédie franco-canadienne réalisée par Julien Rigoulot et sortie en 2023.

## Fiche technique
Sauf indication contraire, les informations mentionnées dans cette section peuvent être confirmées par les bases de données cinématographiques IMDb et Allociné,  présentes dans la section « Liens externes ».
- Titre original : Petit Jésus
- Réalisation : Julien Rigoulot
- Scénario : Julien Rigoulot et Jean-André Yerlès
- Musique :
- Décors : Charlotte Martin-Favier
- Costumes : Isabelle Mathieu
- Photographie : Emmanuel Soyer
- Montage : Olivier Gajan
- Son : Gaël Deledicq et Guillaume Valeix
- Production : Laetitia Galitzine
- Sociétés de production : Chapka Films et Item 7
- Sociétés de distribution : Wild Bunch Distribution
- Pays de production :  France et  Canada
- Langue originale : français
- Format : couleur — 2,35:1
- Genre : Comédie
- Durée : 95 minutes
- Dates de sortie :
  - France : 12 juillet 2023

## Distribution
Sauf indication contraire ou complémentaire, les informations mentionnées dans cette section proviennent du générique de fin de l'œuvre audiovisuelle présentée ici.
- Esteban Azuara Eymard : Loulou
- Antoine Bertrand : Jean, le père de Loulou
- Caroline Anglade : Alice, la mère de Loulou
- Gérard Darmon : Bernard, le père de Jean
- Bruno Sanches : Rémy, le prêtre
- Youssef Hajdi : Hakim, avocat et ami de Jean
- Ludivine de Chastenet : la juge
- Lisa Brebion : Dr Essaïdi